# Tasmin Archer
Tasmin Archer (ur. 3 sierpnia 1963 w Bradford) – brytyjska piosenkarka z pogranicza stylów soul, pop i rock. 
Przed rozpoczęciem solowej kariery muzycznej pracowała jako szwaczka, jednocześnie studiowała i śpiewała w chórkach w zespole Dignity. Po ukończeniu studiów pomagała muzykom w studiu nagraniowym Flexible Response w Bradford, gdzie nawiązała kontakt z Johnem Hughesem i Johnem Beckiem, z którymi założyła zespół The Archers. W 1990 roku grupa podpisała kontrakt z wytwórnią EMI. Jego efektem był singiel „Sleeping Satellite”, który ukazał się we wrześniu 1992 jako zapowiedź albumu Great Expectations z października tego samego roku. Utwór stał się przebojem w wielu krajach, a w Wielkiej Brytanii był na 1. miejscu na liście najlepiej sprzedających się singli.
W 1993 zdobyła nagrodę Brit Award za najlepszy debiut. Dalsze jej nagrania, poza utworem „Somebody's Daughter”, nie powtórzyły już popularności debiutanckiego przeboju.

## Dyskografia
Albumy
- Great Expectations (1992)
- Shipbuilding (1994)
- Bloom (1996)
- Singer/Songwriter (2004)
- ON (2006)

Single
- Sleeping Satellite
- In Your Care
- Lords of the New Church
- Arienne
- Shipbuilding
- Somebody's Daughter
- One More Good Night with the Boys
- Sweet Little Truth
- Every Time I Want It (Effect Is Monotony)